# Bel-emuranni (gubernator Karkemisz)
Bel-emuranni (akad. Bēl-ēmuranni, w transliteracji z pisma klinowego zapisywane mEN-IGI.LAL-a-ni; tłum. „Pan wybrał mnie”) – wysoki dostojnik za rządów asyryjskiego króla Sennacheryba (704-681 p.n.e.), gubernator prowincji Karkemisz; z asyryjskich list i kronik eponimów wiadomo, iż w 691 r. p.n.e. sprawował urząd limmu (eponima). Jego imieniem jako eponima datowany jest tekst prawny z Aszur i jedna z królewskich inskrypcji.